# Рябов, Владимир Фёдорович
Владимир Фёдорович Рябов (24 февраля 1937, д. Звягино, Горьковская область) — российский металлург, директор Выксунского металлургического завода (1987—1990).

## Биография
В 1966 году окончил Уральский политехнический институт по специальности «инженер-металлург».
В 1956 году поступил рабочим в трубопрокатний цех Синарского трубного завода. В 1956—1959 гг. — служба в рядах Советской армии. С 1956 по 1981 год работал на СТЗ подручным вальцовщика, сменным мастером, старшим мастером, заместителем начальника, начальником трубоволочильных цехов № 2 и № 3. С 1975 по 1979 год работал секретарём парткома завода. С 1979 по 1981 год работал главным инженером завода.
С 1981 по 1983 год обучался в Академии народного хозяйства при Совмине СССР.
С 1983 по 1987 год — главный инженер Волжского трубного завода.
С 1987 по 1990 год — директор Выксунского металлургического завода.
С 1990 по — 1994 год — начальник ВПО «Союзтрубосталь» Министерства чёрной металлургии, в 1994—2001 гг. — президент концерна ТОО «Трубопром».

## Государственные награды
Награждён орденами Октябрьской Революции (1989), Дружбы народов (1986), «Знак Почета» (1976), медалями.